# ゴチック・クラウン

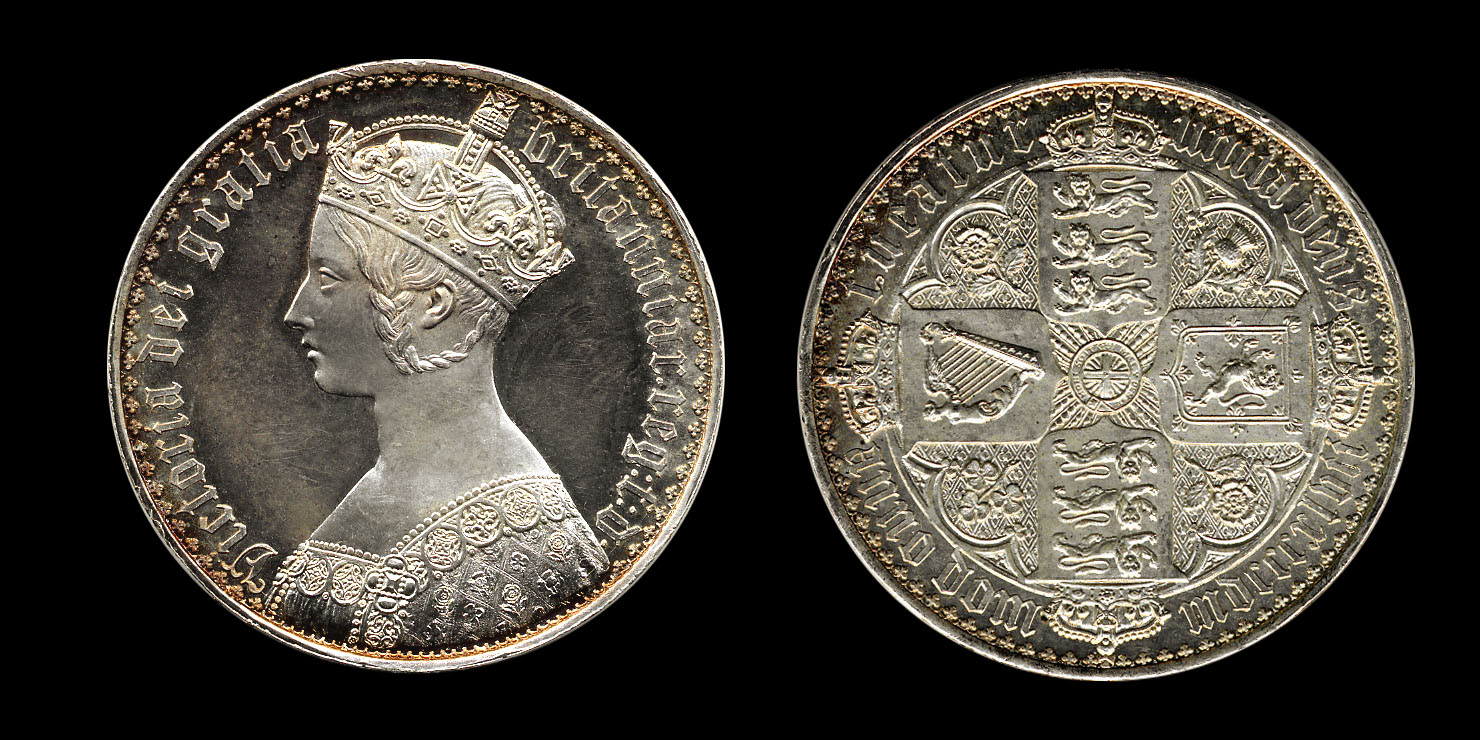
1847年銘 "ゴチック・クラウン"

ゴチック・クラウン (Gothic Crown) は、1847年にイギリスでヴィクトリア女王の即位10周年を記念して発行された5シリングに相当する銀貨の名称である。

## 概要
銘字にブラックレター（英語でgothicと呼ばれる）を用いたのでこの名称がある。
直径38mm、重量28.2759g、銀純度92.5%のスターリングシルバー。プルーフ状態で発行枚数は8000枚。このクラウン銀貨は数ある世界の大型銀貨の中でも、ひときわ見栄えがする美しいものであるためコイン収集家の間では人気が高く、世界で最も美しい銀貨との評判が高い。

## デザイン

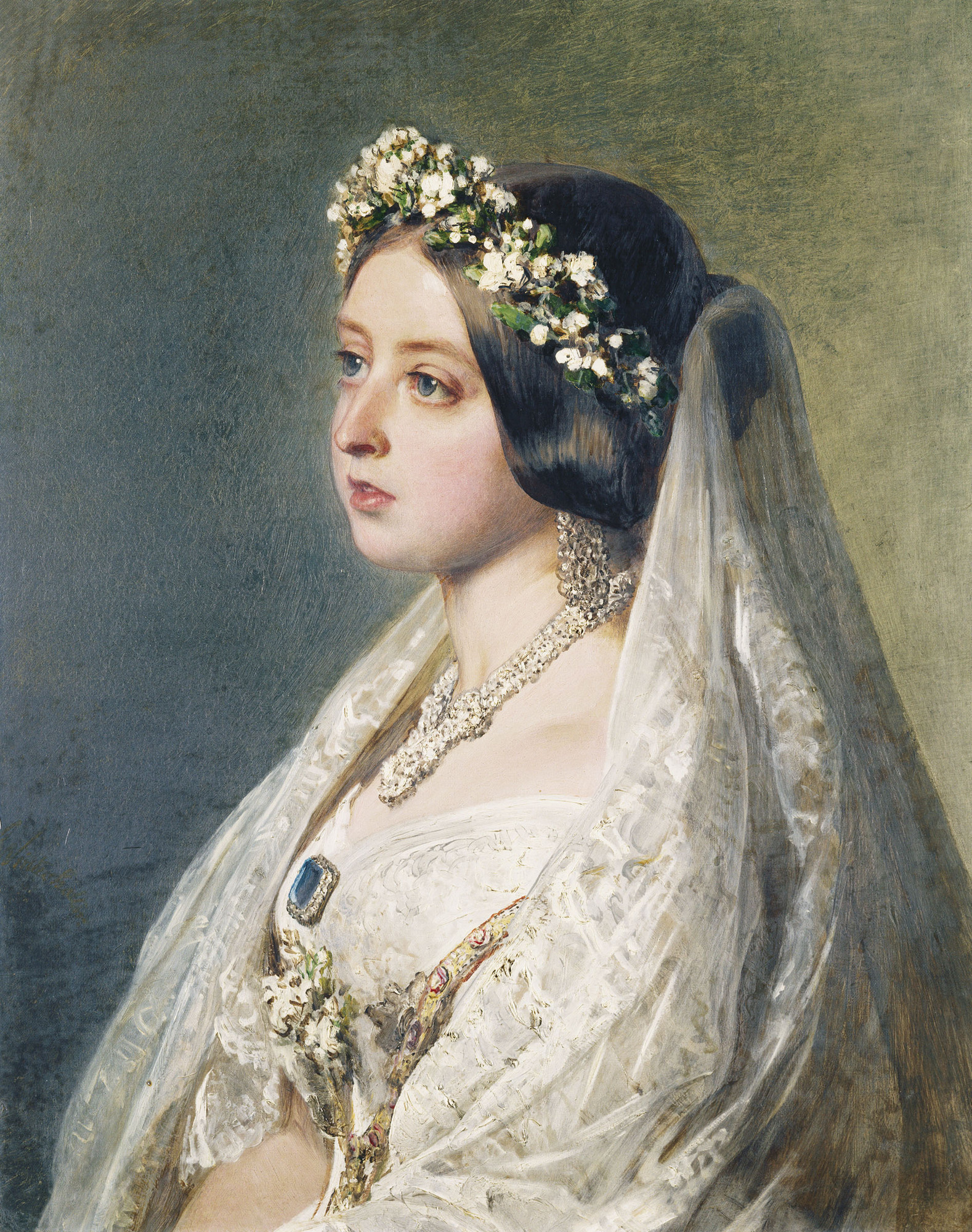
即位10周年のヴィクトリア女王　1847年

表の図案は王冠を戴く若きヴィクトリア女王の胸像。銘はVictoria dei gratia britanniarum regina fidei defensor「英国の女王にして信仰の守護者、神の恩寵によるヴィクトリア」。なお、Britanniarum以下はbritanniar.reg:f:d.と略されている。
また裏面は、十字型に配置したイングランド（3頭の獅子）、スコットランド（獅子）、アイルランド（ハープ）の盾と各地域の象徴であるバラ、アザミ、クローバーのモチーフが描かれている。周囲の銘字はtueatur unita deus anno dom mdcccxlvii「神よ連合王国を守り給え、西暦1847年」。
コインをデザインしたのは、当時の王立造幣局彫刻部長であったウィリアム・ワイオンである。このコインはイギリスの近代コインでは初めて銘字にブラックレターを採用したもので、同様のコインには1851年から発行されたゴチック・フローリンがある。

## 評価
ゴチック・クラウンは、記念コイン的要素はあるものの、あくまで流通用のコインとして発行されたので、現存するものの中には、明らかな流通痕のあるコインもあるが、比較的状態の良いものが多く、大型銀貨の代表として、収集家の間では高値で取引されている。以前は、状態の比較的良いもので3,000～4,000ドル程度が相場であったが、2012年以降、英国コインの異常な相場高騰により、2014年春現在、VF程度の流通痕のあるものでも5,000ドル、状態の良い物なら軽く10,000ドルを超え、リンク写真のような完璧な状態のものなら既に20,000ドル以上といわれている。

## バラエティ
このコインには、コインの縁（エッジ）に銘字のあるものとないもの、さらに銘字が異なるバラエティがある。また、1853年にも追加発行されたほか、1846年には表の女王のドレスに模様のない試鋳貨が製造されている。

## 備考
この銀貨の製造に使用された刻印の実物は大英博物館に収蔵され、展示されているので見学することができる。